# Radomskie Towarzystwo Naukowe
Radomskie Towarzystwo Naukowe, RTN (łac. Societas Scientiarum Radomiensis) – regionalne towarzystwo naukowe ogólne, którego celem jest inspirowanie, organizowanie i prowadzenie badań naukowych, w szczególności dotyczących Radomskiego i upowszechnianie ich wyników.
Działające dziś Towarzystwo kontynuuje tradycje Radomskiego Towarzystwa Naukowego, założonego w 1827 z inicjatywy ks. Kazimierza Kłaczyńskiego. Ważnym etapem rozwoju organizacyjnego środowiska naukowego Radomia był Instytut Naukowo-Społeczny, działający w latach 1945–1948, którego wielu członków zasiliło późniejszy RTN. Pierwsza, zakończona niepowodzeniem, próba odbudowy Radomskiego Towarzystwa Naukowego miała miejsce w 1959. Działające do dziś RTN zostało odtworzone 23 października 1969. Inicjatorami utworzenia Towarzystwa byli regionalni działacze – mec. Maria Gajewiczowa, Wacław Telus oraz doc. dr hab. Stefan Witkowski, który został pierwszym prezesem Towarzystwa.
Towarzystwo jest wydawcą licznych monografii historycznych i etnograficznych, a od 1964 także „Biuletynu Kwartalnego RTN”. W IV kwartale 2022 r. zaczął się ukazywać nowy periodyk naukowy RTN Scientiae Radices.

## Siedziba i skład Zarządu
Siedziba Towarzystwa mieści się w Radomiu przy pl. Rynek 15,.
Prezesem RTN jest prof dr hab inż Radomir Jasiński, a wiceprezesami dr hab. Piotr Tusiński i dr Łukasz Zaborowski.
Członkami Zarządu są ponadto: mgr Marcin Kępa (sekretarz); mgr Paweł Puton (skarbnik) oraz mgr Marcin Rusek i mgr Łukasz Szypkowski (członkowie).
W przeszłości, Prezesami Zarządu byli kolejno: doc. dr hab. Stefan Witkowski (1963–1971), dr Jan Boniecki (1971–1975), Marian Sołtyk (1975–1977), dr Stanisław Ośko (1977–1989), dr Krzysztof Orzechowski (1989–1998), dr Grażyna Łuszkiewicz-Dzierżawska (1998–2001), dr Sebastian Piątkowski (2001–2007), dr Adam Duszyk (2007–2010), mgr Marcin Kępa (2010–2019), dr Łukasz Zaborowski (2019-2025). Przez wiele lat funkcję sekretarza pełniła dr Helena Kisiel (1963–2001).

## Członkowie
Wśród członków Towarzystwa znaleźli się m.in. doc. dr hab. Stefan Witkowski, prof. dr hab. Jan Bednarczyk, prof. dr hab. Ryszard Brykowski, prof. dr hab. Piotr Paweł Gach, prof. dr hab. inż Radomir Jasiński, prof. Leszek Kołakowski, prof. dr hab. Stanisława Zamkowska, prof. dr hab. Bożena Wyrozumska, prof. dr hab. Wacław Urban, prof. dr hab. Wiesław Wasilewski, prof. dr hab. Ryszard Szczygieł, prof. dr hab. Andrzej Skrzypek, prof. dr hab. Witold Rakowski, prof. dr hab. Kazimierz Ortyński, prof. dr hab. Józef Nita, prof. dr hab. Tomasz Mazur, prof. dr hab. Adam Massalski, prof. dr hab. Marianna Kotowska-Jelonek, prof. dr hab. Andrzej Kowalewicz, prof. dr hab. Waldemar Kowalski i mgr inż. Karol Semik.